# Келлі Салліван
Келлі Салліван (англ. Kelly Sullivan; нар. 3 лютого1978 ) — американська акторка. Вона закінчила Університет штату Аризона і в 2000 році переїхала в Нью-Йорк, де отримала роль у Бродвейському мюзиклі Contact, після чого також виступала в постановках Bells Are Ringing і Young Frankenstein.
У вересні 2011 року Салліван приєдналася до денної мильної опери «Головний госпіталь» у ролі психічно нездорової Кейт Говард і її альтернативної особистості Конні Фелконеллі. В червні 2013 року було оголошено, що Салліван вирішила покинути мильну оперу через майже два роки роботи в ній. В 2014 році, вже після відходу з шоу, Салліван номінувалася на денну премію «Еммі» за найкращу жіночу роль другого плану. Пізніше в 2014 році Салліван взяла на себе роль матері в сіткомі «Генрі Данжер» і повернулася до мила з другорядною роллю в «Молоді і зухвалі».

## Фільмографія
- Продюсери (2005)
- Закон і порядок. Злочинний намір (1 епізод, 2007)
- Зима замерзлих надій (2009)
- Відповідно до Грети (2009)
- Бажання мого батька (2009)
- Знайдені у часі (2012)
- Тест (2012)
- Головний госпіталь (денна мильна опера, 155 епізодів, роль з 12 вересня 2011 року по 26 серпня 2013)
- Рейк (1 епізод, 2014)
- Небезпечний Генрі (2014 — теперішній час)
- Молоді і зухвалі (денна мильна опера, жовтень 2014)